# Peperomia stuebelii
Peperomia stuebelii är en pepparväxtart som beskrevs av C. Dc.. Peperomia stuebelii ingår i släktet peperomior, och familjen pepparväxter. Inga underarter finns listade i Catalogue of Life.